# Andreea Boghian
Andreea Nicoleta Boghian (n. 29 noiembrie 1991, Gura Humorului, România) este o canotoare română medaliată cu bronz la Jocurile Olimpice de vară din 2016 în proba de 8+1, legitimată în prezent la CS Dinamo București. 

## Carieră
A avut primul contact cu canotajul de performanță la vârsta de 17 ani, în cadrul Clubului Sportiv „Traian Lalescu” din Orșova.
Primul rezultat notabil a venit odată cu prima participare la nivel internațional. Laura Oprea a cucerit argintul la Campionatele Mondiale de Juniori din 2008 de la Linz (Austria) împreună cu Cristina Grigoraș, la două vâsle fără cârmaci.
Același echipaj a ocupat prima treaptă a podiumului în anul următor, la Mondialele de Juniori de la Brive-la-Gaillarde în Franța. La Campionatele Europene din 2009, desfășurate în Brest (Belarus), echipajul de patru vâsle (Irina Dorneanu, Mihaela Petrilă și Cristina Grigoraș) a cucerit medalia de bronz.
La prima regată de Cupă Mondială din 2011, desfășurată la München (Germania), echipajul de 8+1 (Maria Bursuc, Ionelia Zaharia, Grigoraș, Dorneanu, Adelina Cojocariu, Roxana Cogianu, Enikő Mironcic și Talida Gîdoiu) a obținut medalia de bronz. Cuplul Boghian—Grigoraș a mai obținut o medalie de bronz în cadrul Campionatelor Mondiale U23 din 2011, desfășurate la Amsterdam. Anul competițional s-a încheiat cu medalia de aur obținută de echipajul de 8+1 la Campionatele Europene din Plovdiv (Bulgaria).
În 2012, la Cupa Mondială de la Belgrad (Serbia), echipajul de 8+1 (Cogianu, Cristina Grigoraș, Aurica Bărăscu, Rodica Șerban, Ioana Rotaru, Camelia Lupașcu, Mironcic și Gidoiu) s-a clasat pe a doua treaptă a podiumului. La regata preolimpică de la Lucerna (Elveția), echipajul de patru vâsle (Nicoleta Albu, Petrilă, Cogianu și Boghian) a obținut locul doi. Anul s-a încheiat printr-o performanță de excepție a echipajului de 8+1, care a obținut o medalie de aur la Europenele de la Varese (Italia).
Andreea Boghian a cucerit o două medalii de aur la Campionatele Europene din 2013 desfășurate la Sevilla (Spania), atât împreună cu Grigoraș la două rame, cât și cu echipajul de 8+1 (Cogianu, Ioana Crăciun, Grigoraș, Dorneanu, Cristina Ilie, Boghian, Lupașcu, Ionelia Zaharia și Daniela Druncea). La Campionatele Mondiale din Coreea de Sud, echipajul de 8+1 a obținut medalia de argint.
În 2014, la Campionatele Europene desfășurate în Belgrad (Serbia), echipajul feminin de 8+1 a cucerit o nouă medalie, de data aceasta una de aur. La regata de la Lucerna, același echipaj a cucerit medalia de argint.

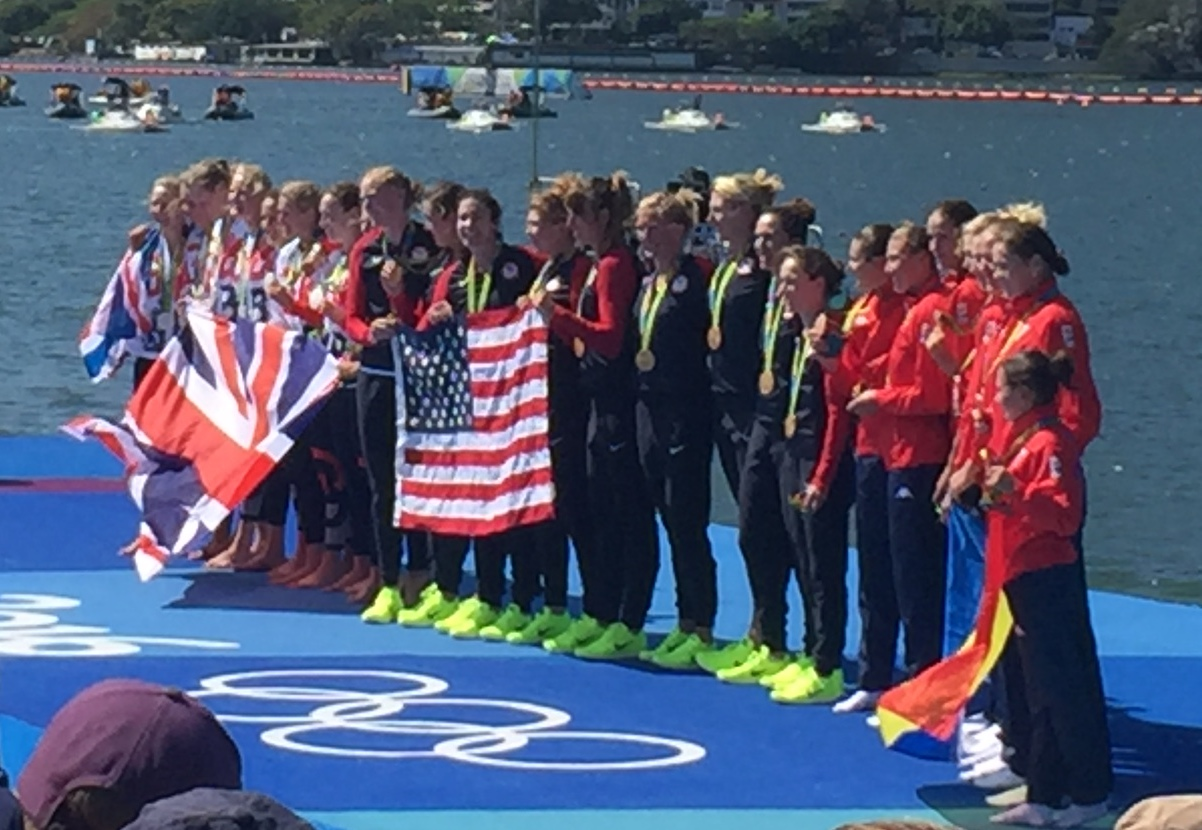
La Jocurile Olimpice de la Rio

În 2015, la Europenele de la Poznań (Polonia), același echipaj a câștigat încă o medalie de bronz.
În 2016, prin rezultatul din cadrul regatei preolimpice de la Lucerna, echipajul de 8+1 (Mihaela Petrilă, Ioana Strungaru, Mădălina Bereș, Adelina Boguș, Laura Oprea, Roxana Cogianu, Irina Dorneanu, Daniela Druncea și Andreea Boghian) a reușit să se califice de pe primul loc la Jocurile Olimpice de vară din 2016. Echipajul a obținut medalia de bronz, după ce în urmă cu patru ani canotajul românesc nu a cucerit nicio medalie.

### Palmares competițional
| An   | Competiție                         | Locație                    | Loc | Eveniment | Note      |
| ---- | ---------------------------------- | -------------------------- | --- | --------- | --------- |
| 2008 | Campionatele Mondiale de Juniori   | Linz, Austria              | 2   | JW2-      | 07:34.660 |
| 2009 | Campionatele Mondiale de Juniori   | Brive-la-Gaillarde, Franța | 1   | JW2-      | 07:21.400 |
| 2009 | Campionatele Europene              | Brest, Belarus             | 3   | W4x       | 06:44.140 |
| 2010 | Campionatele Mondiale U23          | Brest, Belarus             | 4   | BW2x      | 07:20.560 |
| 2011 | Cupa Mondială I                    | München, Germania          | 3   | W8+       | 06:11.460 |
| 2011 | Cupa Mondială III                  | Lucerna, Elveția           | 5   | W8+       | 06:37.570 |
| 2011 | Campionatele Mondiale U23          | Amsterdam, Olanda          | 2   | BW2-      | 07:12.970 |
| 2011 | Campionatele Mondiale              | Bled, Slovenia             | 4   | W8+       | 06:06.740 |
| 2011 | Campionatele Europene              | Plovdiv, Bulgaria          | 1   | W8+       | 06:14.980 |
| 2012 | Cupa Mondială                      | Belgrad, Serbia            | 2   | W8+       | 06:08.700 |
| 2012 | Regata preolimpică                 | Lucerna, Elveția           | 2   | W4x       | 06:38.340 |
| 2012 | Campionatele Europene              | Varese, Italia             | 1   | W8+       | 06:06.940 |
| 2013 | Campionatele Europene              | Sevilla, Spania            | 1   | W2-       | 07:49.090 |
| 2013 | Campionatele Europene              | Sevilla, Spania            | 1   | W8+       | 06:41.830 |
| 2013 | Cupa Mondială III                  | Lucerna, Elveția           | 4   | W2-       | 07:10.040 |
| 2013 | Campionatele Mondiale              | Chungju, Coreea de Sud     | 2   | W8+       | 06:07.040 |
| 2014 | Campionatele Europene              | Belgrad, Serbia            | 1   | W8+       | 06:16.640 |
| 2014 | Cupa Mondială                      | Lucerna, Elveția           | 2   | W8+       | 06:14.500 |
| 2014 | Campionatele Mondiale              | Amsterdam, Olanda          | 4   | W8+       | 06:02.840 |
| 2015 | Campionatele Europene              | Poznań, Polonia            | 3   | W8+       | 06:12.990 |
| 2015 | Cupa Mondială                      | Lucerna, Elveția           | 4   | W8+       | 06:11.740 |
| 2016 | Campionatele Europene              | Brandenburg, Germania      | 4   | W8+       | 06:58.260 |
| 2016 | Regata preolimpică                 | Lucerna, Elveția           | 1   | W8+       | 06:02.560 |
| 2016 | Jocurile Olimpice de vară din 2016 | Rio de Janeiro, Brazilia   | 3   | W8+       | 06:04.100 |